# 名鉄田神線
田神線（たがみせん）は、岐阜県岐阜市の競輪場前駅から田神駅までを結んでいた名古屋鉄道（名鉄）の軌道線。2005年4月1日に廃止された。

## 路線データ
※特記なければ路線廃止時点のもの。
- 路線距離（営業キロ）：1.4km
- 軌間：1067mm
- 駅数：3駅（起終点駅含む）
- 複線区間：なし（全線単線）
- 電化区間：全線電化（直流600V）
- 閉塞方式：自動閉塞式

## 概要
各務原線を経て名鉄岐阜駅に直通する美濃町線の電車が通る連絡線の役目を持っていた。その電車には、美濃町線・田神線が600V電化、各務原線が1500V電化であるため、双方の区間を走行できる専用の複電圧車が使用され、デッドセクションのある市ノ坪 - 田神間で電圧の切り替えを行っていた。
2004年に名古屋鉄道は利用客の減少から、岐阜市内線・揖斐線・美濃町線・田神線の600V電化区間について運営撤退を正式に表明。軌道法に基づく廃止許可申請書と鉄道事業法に基づく廃止届を同年3月に提出し、2005年4月1日に廃止された。
名鉄の廃止表明を受けて、地元の岐阜市などでは協議会を設置し、公設民営方式での存続の可能性について検討を行なったが、2004年7月27日、細江茂光岐阜市長は利用客減少や財政難などを理由に存続断念を発表した。一時は、岡山電気軌道が支援検討を表明していた。

## 運行形態
開業当初から美濃町線と一体的に運行されており、新岐阜（のちの名鉄岐阜） - 新関・美濃方面の電車が運転されていた。開業当初は急行列車の設定もあったが、田神線内は各駅に停車した。競輪場前駅の交換設備が完成してからは15分間隔の設定が可能となり、2001年に合理化のため減便ダイヤ改正が実施されるまでは毎時4本が設定されていた（2001年改正後は日中閑散時間帯に毎時2本に削減）。
車両は1500V電化の新岐阜乗り入れのため複電圧車が使用され、当初はモ600形が、のちにモ880形、モ870形（複電圧改造後）、モ800形が使用された。
市ノ坪 - 競輪場前間は、美濃町線の電車のほか、岐阜市内線・揖斐線の電車が岐阜工場への入出庫・入出場のため回送で利用していた。

## 歴史
岐阜市長住町から1967年に同市市ノ坪町へ移転した名鉄の岐阜工場（岐阜検車区）への引込線を転用して、1970年に開業し、新岐阜駅（現・名鉄岐阜駅）への美濃町線電車の乗り入れを開始した。
- 1967年（昭和42年）4月18日 - 競輪場前から岐阜工場までの引込線が開通（競輪場前 - 市ノ坪間の前身）[5]。
- 1970年（昭和45年）6月25日 - 田神線として開業。
- 2005年（平成17年）4月1日 - 廃止。

## 駅一覧
- 駅名・接続路線名は廃止時点のもの。路線廃止時点で全駅岐阜県岐阜市に所在。
- 廃止前時点では普通列車のみ運行。全列車、各駅に停車。

| 駅名       | 駅間 キロ | 営業 キロ | 接続路線                                   |
| ---------- | --------- | --------- | ------------------------------------------ |
| 競輪場前駅 | -         | 0.0       | 名古屋鉄道：美濃町線（関方面は直通）       |
| 市ノ坪駅   | 0.9       | 0.9       |                                            |
| 田神駅     | 0.5       | 1.4       | 名古屋鉄道：各務原線（名鉄岐阜方面は直通） |